# Chhattisgarh
Chhattisgarh (hindi छत्तीसगढ़, trb.: Ćhattisgarh, trl.: Chattīsgaṛh; ang. Chhattisgarh) – stan w środkowo-wschodnich Indiach, który powstał 1 listopada 2000 r. Terytorium nowego stanu wydzielone zostało ze stanu Madhya Pradesh. Chhattisgarh bierze swoją nazwę od 36 księstw, które obejmuje ten teren (słowo ćhattis w hindi oznacza trzydzieści sześć, a garh – pałac/fort). 
Północna część stanu leży na krańcu wielkiej doliny Gangesu, środkowa zaś na żyznej równinie Mahanadi, co umożliwia intensywną uprawę ryżu. Lasy pokrywają około 45% powierzchni stanu.
Stan sąsiaduje na północnym zachodzie z Madhya Pradesh, na zachodzie z Maharasztra, na południu z Andhra Pradesh, na wschodzie z Orisą, na północnym wschodzie z Jharkhand, a na północy z Uttar Pradesh.

## Podział administracyjny
Stan Chhattisgarh dzieli się na następujące okręgi:

1. Ambikapur
2. Baikunthpur
3. Bilaspur
4. Dantewara
5. Dhamtari
6. Durg
7. Jagdalpur
8. Janjgir
9. Jashpurnagar
10. Kawardha
11. Kanker
12. Korba
13. Mahasamund
14. Raigarh
15. Raipur
16. Rajnandgaon